# Kimi no na wa.
Kimi no na wa. (japonsky 君の名は。) je japonský animovaný film z roku 2016, který režíroval Makoto Šinkai v produkci CoMix Wave Films a do kin byl uveden 26. srpna 2016.
Film se setkal se širokým mezinárodním ohlasem kritiky i diváků. Byl nominován na Cenu japonské akademie za nejlepší celovečerní animovaný film.
Byl adaptován do stejnojmenného románu a mangy
Film je známý i pod svým anglickým názvem Your Name.

## Příběh
Příběh filmu Kimi no na wa. se točí okolo dvou hlavních postav Micuhy Mijamizu a Takiho Tačibana. Akce každého z nich mají dramatický dopad na život toho druhého.
Micuha Mijamizu je středoškolačka toužící po tom žít život jako chlapec v rušném Tokiu. Tento její sen je přesným opakem její reality, kde prožívá svůj stereotypní život na venkově. Mezitím v Tokiu Taki Tačibana balancuje mezi povinnostmi studenta střední školy a prací na částečný úvazek a doufá, že v budoucnu dostane svoji vysněnou práci architekta.
Jednoho dne se Micuha probudí v pokoji, který není její, a náhle zjistí, že žije svůj vysněný život v Tokiu. Jenže není ve svém těle, ale v těle Takiho! Zároveň i Taki se ocitne na neznámem místě a to v těle Micuhi. Nejdříve si oba myslí, že se jedná pouze o reálnější sny, ale po čase začnou zjišťovat, že probouzení se v cizím těle není sen, ale realita. Ve snaze najít odpověď na tento podivuhodný jev začnou hledat jeden druhého.

## Obsazení
| Rjúnosuke Kamiki  | Taki Tačibana       |
| Mone Kamiširaiši  | Micuha Mijamizu     |
| Rjó Narita        | Kacuhiko Tešigawara |
| Aoi Júki          | Sajaka Natori       |
| Nobunaga Šimazaki | Cukasa Fudžii       |
| Kaito Išikawa     | Šinta Takagi        |